# Stanley Lucas
Stanley Lucas (Morwenstow, 15 januari 1900 – Bude, 21 juni 2010) was een Britse supereeuweling. Hij was van 25 juli 2009 tot zijn dood bijna één jaar later de oudste erkende levende man van Europa.
Lucas werd opgeroepen om in de Eerste Wereldoorlog te dienen, maar door hartproblemen kon hij niet meevechten. In 1926 trouwde hij met Ivy Nancekivell en werd veeboer in Devon. In 1963 overleed zijn echtgenote. Tussen 1950 en 2000 (toen hij al 100 jaar was) beoefende hij de sport bowls. 
Na het overlijden van de 111-jarige Harry Patch op 25 juli 2009 was de toen 109 1/2-jarige Lucas de oudste nog levende man in Europa en de derde Brit op rij die deze titel ontving. Hij overleed uiteindelijk op 110 1/2-jarige leeftijd. Na zijn dood werd de op dat ogenblik 109 1/2-jarige Jan Goossenaerts uit België de oudste nog levende man in Europa.